# بابی ری
بابی ری (انگلیسی: Bobby Ray؛ ‏ ۶ اکتبر ۱۸۹۹ – ۲۶ مارس ۱۹۵۷) کمدین، بازیگر، فیلم‌نامه‌نویس، کارگردان فیلم و تدوین‌گر سینمای صامت اهل ایالات متحده آمریکا بود.
از فیلم‌هایی که وی در آن‌ها نقش داشته‌است، می‌توان به زود باش!، آهای، تاکسی!، همگی ناموفق و همین دور و برا باش اشاره نمود.